# 허백련 춘설헌
허백련춘설헌(許百鍊春雪軒)은 광주광역시 동구 운림동에 있는 건축물이다. 1986년 9월 29일 광주광역시의 기념물 제5호로 지정되었다.

## 개요
춘설헌은 한국화의 대가 의재 허백련이 해방 직후인 1946년부터 1977년까지 30년간 살면서 작품활동을 하던 곳이다.
허백련은 조선 후기 한국 남종화를 완성했던 허련의 후손으로, 허련의 아들 허형에게서 그림의 기본을 익히고, 일본과 서울에서 그림공부를 하면서 경험을 쌓았다. 1938년 전라도 광주에 정착하여 활동하면서 연진회를 발족하여, 전통서화와 후진 양성에 노력하였고, 삼애학원을 설립하여 농촌지도자를 육성하였다. 또 일본인이 버리고 떠난 무등산의 차밭을 인수해 춘설다원을 경영하면서, 전통차의 재배와 보급에 힘썼다.
춘설헌은 1950년에 종래의 낡은 집을 헐고 벽돌로 새로 지은 건물로 마루에는 춘설헌이라는 현판이 걸려있다. 마루 왼쪽으로는 작품활동을 하던 2개의 방이 있는데, 하나는 온돌방이고 하나는 일본식 다다미방이다.

## 같이 보기
- 허백련

## 참고 자료
- 허백련춘설헌 - 국가유산청 국가유산포털